# 世界間隔
相対性理論において、世界間隔 （せかいかんかく 英: world interval、世界距離 英: world distanceとも） とは二つの事象（世界点）の隔りをあらわす、ローレンツ不変な量である。ただし、通常の意味での距離とは異なり、二つの事象間の世界間隔が零であることは、それらの事象が同一の場所で起こることを意味しない。また、二つの事象の間の関係が時間的か空間的かによって、実数値だけでなく虚数値もとりうる。

## 特殊相対性理論における世界間隔
特殊相対性理論において、事象 A と事象 B との間の世界間隔 d は次のように定義される。
{\displaystyle d={\sqrt {\eta _{ij}\mathrm {AB} ^{i}\mathrm {AB} ^{j}}}={\sqrt {c^{2}(t_{\mathrm {B} }-t_{\mathrm {A} })^{2}-(x_{\mathrm {B} }-x_{\mathrm {A} })^{2}-(y_{\mathrm {B} }-y_{\mathrm {A} })^{2}-(z_{\mathrm {B} }-z_{\mathrm {A} })^{2}}}}
ここで、ηij は二階共変テンソル表現のミンコフスキー計量、ABi は A から B へ向うベクトルの反変ベクトル表現である。また、アインシュタインの縮約記法を用い、計量テンソルの対角成分の符号は {+, −, −, −} となる規約を採用した。この場合、 d が実数のとき A, B は互いに時間的な関係にあるといい、零になるとき光的な（ヌル的な）関係にあるといい、虚数となるとき空間的な関係にあるという。特殊相対性理論ではこの量がローレンツ不変であることが要請され、したがってこの三種類の関係も基準系によらず不変となる。また、時間的関係にある二つの事象の間には基準系に依らない前後関係を定義しうるが、空間的な関係にある二つの事象の前後関係は基準系に依存し、必ずそれら二つの事象を同時に観測する基準系が存在する。よって、世界間隔は相対論的因果律を考える上で重要である。